# Karel Milota
Karel Milota (bürgerlicher Name Karel Hroch; * 16. September 1937 in Prag; † 30. April 2002 ebenda) war tschechischer Dichter, Schriftsteller und Übersetzer.

## Leben
Milota legte 1957 seine Abiturprüfung ab, durfte jedoch aus politischen Gründen nicht studieren und arbeitete als Referent in der wissenschaftlich-technischen Abteilung der Straßenverwaltung, in der er als Abteilungsleiter und Übersetzer tätig war. 1964 erhielt er die Erlaubnis zum Studium der Anglistik und Bohemistik an der Philosophischen Fakultät der Karls-Universität, das er 1969 beendete. 1970 promovierte er zum Doktor der Philosophie (DrPh.).
Er war verheiratet mit der Romanautorin, Literaturtheoretikerin und Übersetzerin Daniela Hodrová.

## Werke
Nach 1960 schrieb er Artikel für die Zeitschriften Tvář, Sešity, Plamen zu schreiben. In dieser Zeit begann auch seine literarische Tätigkeit. Daneben übersetzte er vor allem Werke russischer Autoren. Von 1990 bis 1991 war er Redakteur der Literaturzeitung (Literární noviny).

### Übersetzungen
- Nikolai Gogol, Sergei Jessenin, Anatoli Marienhof, Michail Saltykow-Schtschedrin

### Erzählungen
- Noc zrcadel, 1981
- Ďáblův dům, 1994

### Romane
- Sud, 1993

### Lyrik
- Antilogie aneb Protisloví, 1995
- Gregor, 1999

### Essay
- Vzorec řeči, Torst, Praha 2011, ISBN 978-80-7215-426-5

| Personendaten    | Personendaten                                        |
| ---------------- | ---------------------------------------------------- |
| NAME             | Milota, Karel                                        |
| ALTERNATIVNAMEN  | Hroch, Karel (wirklicher Name)                       |
| KURZBESCHREIBUNG | tschechischer Dichter, Schriftsteller und Übersetzer |
| GEBURTSDATUM     | 16. September 1937                                   |
| GEBURTSORT       | Prag                                                 |
| STERBEDATUM      | 30. April 2002                                       |
| STERBEORT        | Prag                                                 |